# Tradição

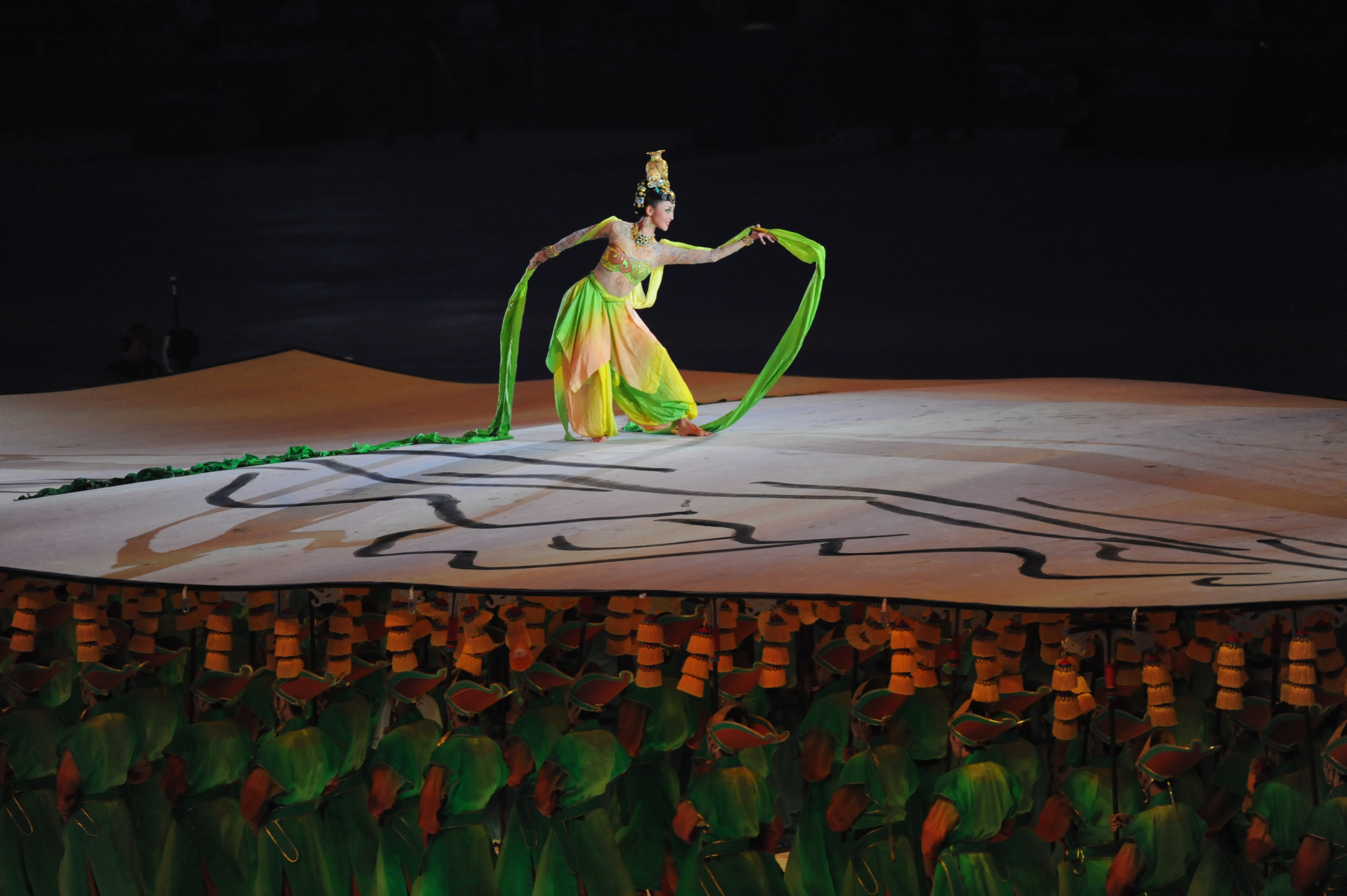
Dança tradicional chinesa na cerimônia de abertura dos Jogos Olímpicos de Verão de 2008, em Pequim.

Tradição (do latim traditio, tradere = "entregar", "passar adiante") é a continuidade ou permanência de uma doutrina, visão de mundo, costumes e valores de um grupo social ou escola de pensamento. Várias disciplinas acadêmicas também usam a palavra de maneiras distintas.

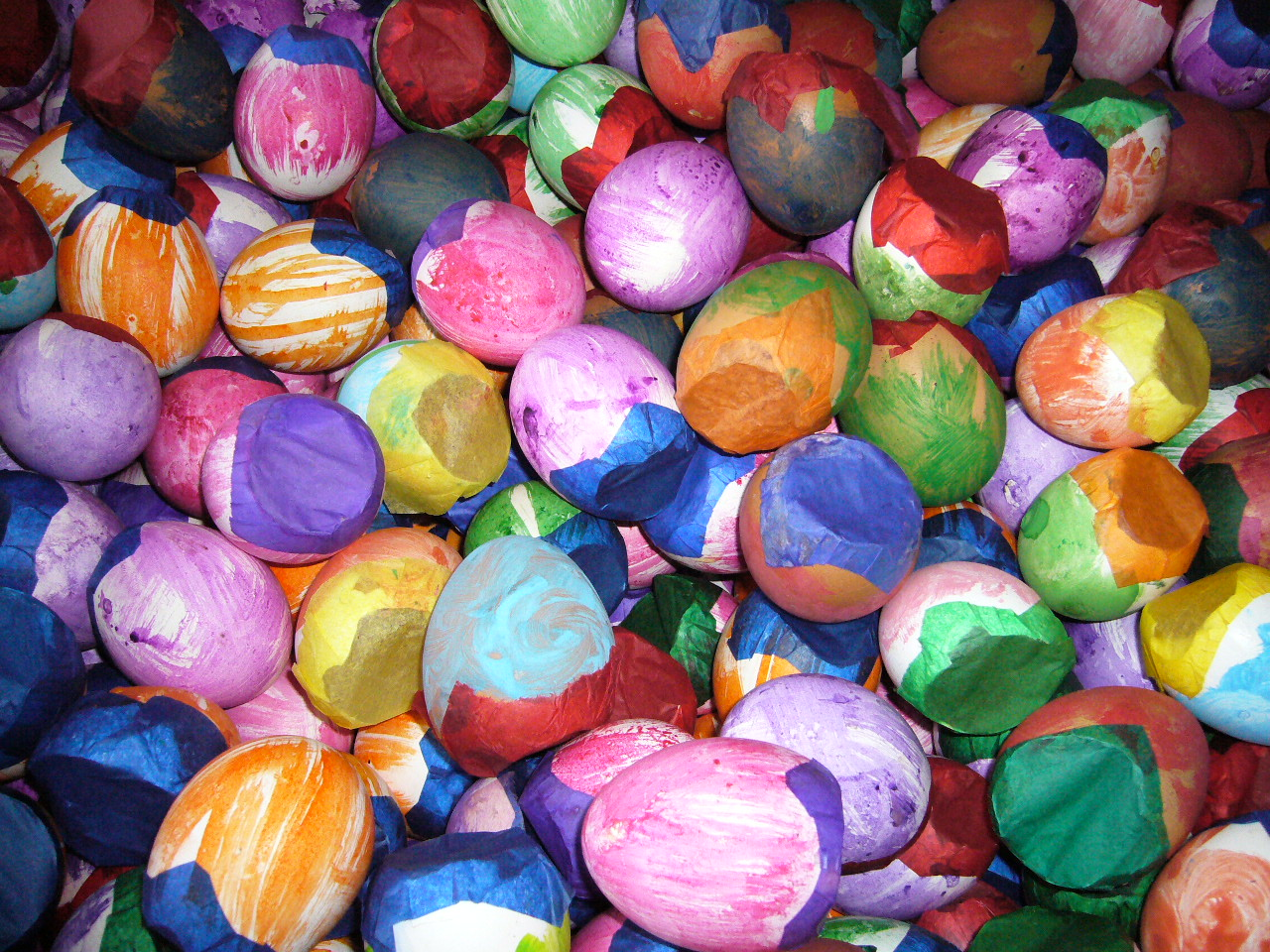
Os cascarones, ovos de galinha ocos, enfeitados e recheados de confete, brinquedos ou farinha, são uma tradição nas festas do norte do México

As tradições são objeto de estudo em vários campos acadêmicos, especialmente nas ciências sociais, como estudos de folclore, antropologia e arqueologia. Sob a perspectiva da etnografia, a tradição revela um conjunto de costumes, comportamentos, memórias, rumores, crenças, lendas, música, práticas, doutrinas e leis que são transmitidos para pessoas de uma comunidade, sendo que os elementos passam a fazer parte da cultura.
O conceito de tradição, como a noção de apego a um tempo anterior, encontra-se também no discurso político e filosófico. Por exemplo, é a base do conceito político de tradicionalismo, e também vertentes de muitas religiões mundiais, incluindo o catolicismo tradicional. Embora seja comumente assumido que as tradições têm uma história antiga, muitas tradições foram inventadas de propósito, seja político ou cultural, em curtos períodos de tempo.  
Em contextos artísticos, a tradição é usada para distinguir o padrão de uma determinada forma de arte. Por exemplo, na performance de gêneros tradicionais (como a dança tradicional), a adesão às diretrizes que ditam como uma forma de arte deve ser composta recebe maior importância do que as próprias preferências do intérprete.

## Nas religiões
Para muitas religiões, a tradição é o fundamento, conservado de forma oral ou escrita, dos seus conhecimentos acerca de Deus e do Mundo, dos seus preceitos culturais ou éticos.
Em grego, na acepção religiosa do termo, corresponde à expressão paradosis (παραδοσις), que é a transmissão de práticas e de valores espirituais, ou o conjunto das crenças, que são conservados e seguidos com respeito ao longo de muito tempo entre diferentes famílias.
Baseia-se em dois pressupostos antropológicos: a) as pessoas são mortais; b) a necessidade de haver um nexo de conhecimento entre as gerações.
A tradição toma feições peculiares em cada crença e mesmo pode-se destacar a sua forte presença nos grandes grupos religiosos: judaísmo, cristianismo, islamismo, hinduísmo.

### Na Igreja Católica
Segundo a doutrina católica, a transmissão ininterrupta e fiel da Revelação divina e imutável fez-se, com a assistência sobrenatural do Espírito Santo, por uma dupla tradição (que em latim significa entrega ou ato de confiar; confira II Tessalonicenses 2,15):
- a tradição oral, radicada essencialmente no testemunho dos apóstolos à revelação de Jesus Cristo, aos quais Jesus "deixou o encargo de levar o Evangelho da Salvação a todas as criaturas, testemunho depois assumido" e transmitido pelos bispos, unidos com o Papa, que são os autênticos sucessores dos doze Apóstolos.
- a tradição escrita ou a Bíblia, que são produto do registo escrito da tradição oral pelos quatro evangelistas e outros escritores sagrados, sempre inspirados pelo Espírito Santo.

Nem toda a tradição oral foi registada, sendo ela hoje ainda transmitida de geração para geração pelos Bispos em união com o Papa. A Tradição, seja ela oral ou escrita, é interpretada e aprofundada autentica e progressivamente, à luz da Revelação, pela Igreja Católica. Foi com base nesta interpretação que a Igreja "definiu quais os livros que fazem parte do cânone das Escrituras". Esta autoridade de poder interpretar a tradição e consequentemente de formular dogmas e outras doutrinas chama-se "magistério".